# (5824) Inagaki
(5824) Inagaki (1989 YM) – planetoida z pasa głównego asteroid okrążająca Słońce w ciągu 4,27 lat w średniej odległości 2,63 j.a. Odkryta 24 grudnia 1989 roku.